# ヴェトモン
ヴェトモン（英:VETEMENTS）は、デムナ兄弟が率いるフランスのデザイン集団によって2014年に設立されたファッションブランドである。主に高級小売店のSSENSE、Net-A-Porter、Browns Fashion、Matchesfashion等で取り扱っている。

## 概要
2014年、デムナ・ヴァザリア(Demna Gvasalia)とその弟・グラム(Guram)によって設立された。デザイナーは、ヴァザリアの友人らであり、メゾン・マルタン・マルジェラ、ルイ・ヴィトン、バレンシアガ、セリーヌなどのブランドでのデザイン経験を持っている。
2020年、デムナ・ヴァザリアがヴェトモンから退任した。
2021年、新ブランド「VTMNTS」を立ち上げた。
2022年、新クリエイティブ・ディレクターに、共同創業者兼最高経営責任者であるグラム・ヴァザリアが就任した。